# Cinnamomum palaciosii
Cinnamomum palaciosii är en lagerväxtart som beskrevs av H. van der Werff. Cinnamomum palaciosii ingår i släktet Cinnamomum och familjen lagerväxter. Inga underarter finns listade i Catalogue of Life.